# Wolfpriset i jordbruksvetenskap
Wolfpriset i jordbruksvetenskap är ett av sex Wolfpris och har delats ut årligen sedan 1978. De andra priserna är kemi, fysik, matematik, medicin och konst. Priset består av ett diplom och 100 000 dollar.

## Pristagare
| År        | Namn                                           | Nationalitet             | Motivering |
| --------- | ---------------------------------------------- | ------------------------ | --- |
| 1978      | George Sprague                                 | USA                      | för hans enastående forskning på den genetiska förbättringen av majs för mänskligt välstånd. |
| 1978      | John C. Walker                                 | USA                      | för hans forskning på växtpatologi, utvecklingen av sjukdomsresistenta varianter av stora födoväxter. |
| 1979      | Jay Lush                                       | USA                      | för hans enastående och nyskapande bidrag till tillämpningen av genetik i boskapsförbättring. |
| 1979      | Kenneth Blaxter                                | Storbritannien           | för hans grundläggande bidrag till vetenskapen och användningen av idisslingsnäring och boskapsproduktion. |
| 1980      | Karl Maramorosch                               | Polen / USA              | för hans nyskapande och breda studier av interaktioner mellan insekter och sjukdomsagenter i växter. |
| 1981      | John Almquist                                  | USA                      | för hans viktiga bidrag till tillämpningen av artificiell insemination för boskapsförbättring. |
| 1981      | Henry Lardy                                    | USA                      | för hans nyskapande forskning av lagring och bevaring av spermier vilket möjliggör att artificiell insemination blir en universell praxis. |
| 1981      | Glenn Salisbury                                | USA                      | för hans enastående prestation i grundläggande och tillämpad forskning om artificiell insemination. |
| 1982      | Wendell Roelofs                                | USA                      | för hans grundläggande kemiska och biologiska forskning om feromoner och deras praktiska roll vid insektskontroll. |
| 1983/1984 | Don Kirkham Cornelis de Wit                    | USA Nederländerna        | för deras innovativa bidrag till den kvantitativa förståelsen av jord-vatten och andra miljöinteraktioner som påverkar grödtillväxt och -avkastning. |
| 1984/1985 | Robert Burris                                  | USA                      | för hans nyskapande grundläggande forskning om mekanismerna i biologisk kvävefixering och dess tillämpning i grödproduktion. |
| 1986      | Ralph Riley Ernest Sears                       | Storbritannien USA       | för deras grundläggande forskning om vetes cytogenetik, vilket ger basen för genetisk förbättring av spannmål. |
| 1987      | Theodor Diener                                 | USA                      | för hans upptäckt och nyskapande grundläggande forskning om viroider och hans tillämpade arbete om viroidupptäckt i grödor. |
| 1988      | Charles Thibault Ernest John Christopher Polge | Frankrike Storbritannien | för nyskapande arbete i reproduktiv fysiologi inkluderande cellbevarning, befruktningsprocesser, äggbiologi och embryomanipulationer för tamdjursförbättring. |
| 1989      | Peter Biggs Michael Elliott                    | Storbritannien           | för utmärkande bidrag till grundforskning och dess framgångsrika översättning till praktik inom djurhälsa och grödproduktion. |
| 1990      | Jozef Stefaan Schell                           | Belgien                  | för hans grundläggande arbete om genetisk transformation av växter, vilket öppnar nya horisonter för grundläggande växtvetenskap och -avel. |
| 1991      | Shang Fa Yang                                  | Taiwan / USA             | för hans anmärkningsvärda bidrag till förståelsen av biosyntesens mekanismer, verkningsmekanism och tillämpningar av växthormonet etylen. |
| 1992      | Pris ej utdelat                                | Pris ej utdelat          | Pris ej utdelat |
| 1993      | John Casida                                    | USA                      | för hans nyskapande studier av insekticiders verkningsmekanismer, designen av säkrare pesticider och bidrag till förståelsen av nerv- och muskelfunktion hos insekter. |
| 1994/1995 | Carl Huffaker Perry Adkisson                   | USA                      | för deras bidrag till utvecklingen och implementationen av miljömässigt fördelaktiga integrerade sjukdomskontrollsystem för skyddet av jorddbruksgrödor. |
| 1995/1996 | Morris Schnitzer Frank Stevenson               | Kanada USA               | för deras nyskapande bidrag till vår förståelse av kemin i jord-organisk materia och dess tillämpning inom jordbruk. |
| 1996/1997 | Neal First                                     | USA                      | för hans nyskapande forskning om reproduktionsbiologin i boskap. |
| 1998      | Ilan Chet Baldur Stefansson                    | Israel Kanada            | för deras bidrag till den miljömässigt säkra utvecklingen av världsjordbruk genom innovativa synsätt om avel och biokontroll. |
| 1999      | Pris ej utdelat                                | Pris ej utdelat          | Pris ej utdelat |
| 2000      | Gurdev Khush                                   | Indien                   | för hans extraordinära bidrag till den teoretiska forskningen om växtgenetik, evolution och avel, speciellt av ris, med hänsyn till matproduktion och hungerlindring. |
| 2001      | Roger Beachy James Womack                      | USA                      | för deras användning av rekombinant DNA-teknik för att revolutionera växt- och djurvetenskaperna, som öppnar vägen för nya tillämpningar i gränsande fält. |
| 2002/2003 | Michael Roberts Fuller Bazer                   | Storbritannien / USA     | för deras forskning om interferon-tau och problem förknippade med graviditet, som klarlade det biologiska mysteriet om signalering mellan embryo och moder för att vidhålla graviditet, med djupgående effekter på effektiviteten av djurproduktionssystem och mänsklig hälsa och välbefinnande. |
| 2004      | Yuan Longping Steven Tanksley                  | Kina USA                 | för deras innovativa utveckling av hybridris och upptäckten av den genetiska grunden för heterosis i denna viktiga matstapel. |
| 2005      | Pris ej utdelat                                | Pris ej utdelat          | Pris ej utdelat |
| 2006/2007 | Ronald Phillips Michel Georges                 | USA Belgien              | för deras nyskapande upptäckter i genetik och genomik som lägger grunden för förbättringar i gröd- och boskapsavel och ger gnistan till viktiga framgångar i växt- och djurvetenskaperna. |
| 2008      | John Pickett James Tumlinson Joe Lewis         | Storbritannien USA       | för deras anmärkningsvärda upptäckter av mekanismer som kontrollerar växt-insekt- och växt-växt-interaktioner. Deras vetenskapliga bidrag till kemisk ekologi har grundlagt utvecklingen av integrerad sjukdomskontroll och radikalt ökat jordbrukets uthållighet.                               |
| 2009      | Pris ej utdelat                                | Pris ej utdelat          | Pris ej utdelat |
| 2010      | David Baulcombe                                | Storbritannien           | för hans pionjärupptäckt av genreglering via små inhibitoriska RNA-molekyler i växter som är av stor betydelse, inte bara inom jordbruk, utan också för biologin som helhet, inklusive inom medicin.                                                                                             |
| 2011      | Harris A. Lewin                                | USA                      | för mycket betydelsefulla upptäckter som bidrar till både grundläggande och praktiska aspekter av djurhållning, genom studier av genetik och genomstudier hos boskap. |
| 2011      | James R. Cook                                  | USA                      | för epokgörande upptäckter inom växtpatologi och markmikrobiologi som påverkar grödors produktivitet och hantering av växtsjukdomar, genom en förståelse för faktorer som påverkar ekologin för patogena och icke-patogena sjukdomar.                                                            |
| 2012      | Pris ej utdelat                                | Pris ej utdelat          | Pris ej utdelat |
| 2013      | Joachim Messing                                | USA/ Tyskland            | för innovationer inom rekombinant DNA-kloning som revolutionerat jordbruket, och för dechiffrering av växtgrödors genetiska kod. |
| 2013      | Jared Diamond                                  | USA                      | för pionjärinsatser inom teorier för grödors domesticering, jordbrukets uppkomst och dess inflytande på utvecklingen och nedgången hos mänskliga samhällen, och dess inverkan på miljöns ekologi.                                                                                                |
| 2014      | Jorge Dubcovsky Leif Andersson                 | USA Sverige              | för deras genombrottsskapande bidrag till studiet av växter och djur genom användandet av genomteknologier på framkant. |
| 2015      | Linda Saif                                     | USA                      | för hennes upptäckter av nya enteriska och respiratoriska virus hos födodjur och människan som har lett till hennes omfattande bidrag till grundläggande kunskap om den immuologiska axeln mage-bröst och har bidragit med nya vägar för att designa vacciner och vaccineringsstrategier.        |

## Landsfördelning
| Land           | Antal |
| -------------- | ----- |
| Belgien        | 2     |
| Frankrike      | 1     |
| Indien         | 1     |
| Israel         | 1     |
| Kanada         | 2     |
| Kina           | 1     |
| Nederländerna  | 1     |
| Polen          | 1     |
| Storbritannien | 8     |
| Sverige        | 1     |
| Taiwan         | 1     |
| Tyskland       | 1     |
| USA            | 32    |